# W. S. Van Dyke

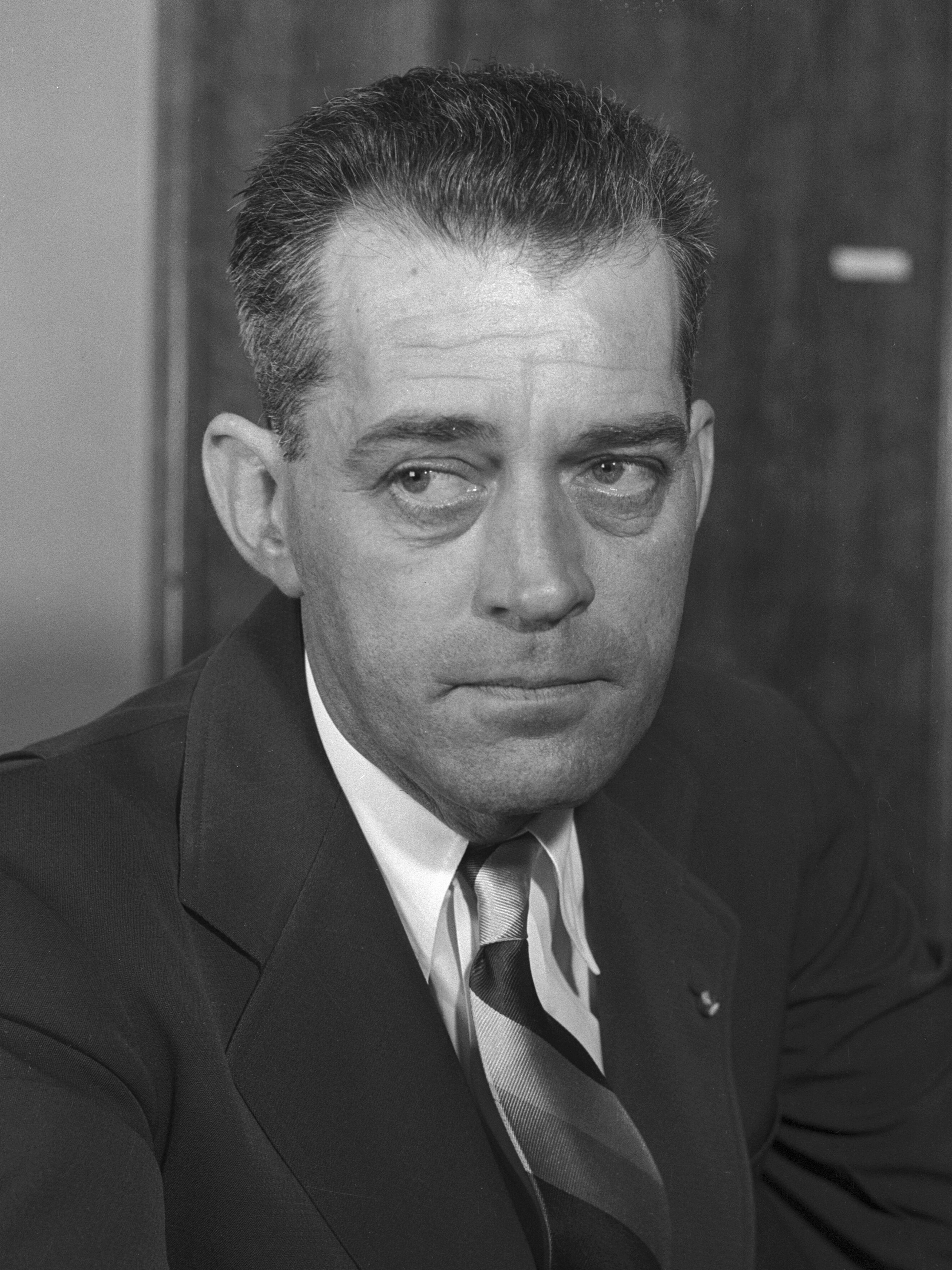
W. S. Van Dyke (1933)

Woodbridge Strong Van Dyke II. (* 21. März 1889 in San Diego, Kalifornien; † 5. Februar 1943 in Brentwood, Kalifornien) war ein US-amerikanischer Filmregisseur.

## Leben
Van Dyke, der Sohn eines Anwalts und einer Pianistin, arbeitete nach dem Tod des Vaters mit seiner Mutter in unterschiedlichen Vaudeville-Theatern und hatte bereits mit sechs Jahren seine erste Hauptrolle. Nach verschiedenen Tätigkeiten kam er 1915 zum Film. Seine ersten Jobs hatte er bei den Essanay-Studios, wo er als Drehbuchautor und Regieassistent zusammen mit den damals schon namhaften Regisseuren Charles Brabin und D. W. Griffith arbeitete. Später war er als Regieassistent an Griffiths Spielfilm Intoleranz beteiligt.
1917 führte er für Paramount Pictures erstmals selbst Regie. Rasch erwarb er sich den Ruf eines effizienten Regisseurs mit hohem Organisationstalent, was ihm den Spitznamen „One Take Woody“ verschaffte. Dieser Ruf veranlasste 1928 Irving Thalberg, ihm für das Südseedrama Weiße Schatten die Regie zu übertragen, nachdem Regisseur Robert J. Flaherty gefeuert worden war, weil er den Zeit- und Budgetrahmen überzogen hatte. Das Studio setzte Van Dyke danach häufig in kostspieligen, oft problembeladenen Produktionen ein, die er effektiv und innerhalb des gesetzten Budgets zu Ende brachte. Zu seinen bekannteren Arbeiten aus der Zeit gehören der Abenteuerfilm Trader Horn, den er an Originalschauplätzen in Afrika drehte, und das Filmmusical Cuban Love Song mit Lawrence Tibbett und Lupe Vélez, das sich durch die intelligente Einbindung der Lieder in die Handlung auszeichnete.
1932 drehte er mit Johnny Weissmüller Tarzan, der Affenmensch, den ersten Film der Tarzan-Filmreihe mit Weissmüller. Seinen heute noch bekanntesten Film inszenierte Van Dyke 1934, als er die beiden Schauspieler William Powell und Myrna Loy in der Kriminalkomödie Der dünne Mann nach dem Roman von Dashiell Hammett einsetzte. Der Film war ein durchschlagender Erfolg und Van Dyke wurde erstmals für den Oscar als bester Regisseur nominiert. Auch die beiden folgenden Dünner-Mann-Filme mit Powell und Loy aus den Jahren 1936 und 1939 entstanden unter seiner Regie.
Ab Mitte der 1930er-Jahre arbeitete Van Dyke mit vielen Topstars des Studios, darunter Joan Crawford in Heirate nie beim ersten Mal, Wo die Liebe hinfällt und Love on the Run sowie Jeanette MacDonald und Nelson Eddy. Mit dem populären Leinwandpaar MacDonald/Eddy inszenierte er einige ihrer besten Filme, unter anderem Tolle Marietta, Rose-Marie und Singende Herzen. Für den Katastrophenfilm San Francisco, der 1936 in den Verleih kam, war Van Dyke nochmals für den Oscar als bester Regisseur nominiert. Ende 1937 gelang es ihm, die Produktion von Marie-Antoinette, die sich zu einem finanziellen Desaster zu entwickeln drohte, zu einem glücklichen Ende zu führen. Nachdem Norma Shearer erst heftig gegen seine Berufung opponiert hatte, führte Van Dyke sie schließlich zu einer erneuten Oscar-Nominierung in der Kategorie Beste Hauptdarstellerin.
1939 übertrug Studioboss Louis B. Mayer Van Dyke die undankbare Aufgabe, die Produktion von I Take This Woman mit Hedy Lamarr zu einem guten Ende zu bringen, nachdem sich in den vorangegangenen 14 Monaten bereits vier Regisseure daran versucht hatten. 1942 drehte er mit dem Kinderstar Margaret O’Brien seinen letzten Film Journey for Margaret. Wenige Monate nach dessen Premiere schied er im Alter von 53 Jahren freiwillig aus dem Leben, nachdem er zuvor schwer an Krebs und einem Herzleiden erkrankt war. Von 1935 bis zu seinem Tod war er mit Ruth Mannix verheiratet, mit der er drei Kinder hatte.

## Filmografie (Auswahl)
- 1924: Der kleine Steuermann (Half-a-Dollar Bill)
- 1924: Der Meisterboxer (Winner Take All)
- 1925: Mit Lasso und Peitsche (The Desert’s Price)
- 1927: Winners of the Wilderness
- 1928: Under the Black Eagle
- 1928: Weiße Schatten (White Shadows in the South Seas)
- 1929: The Pagan
- 1931: Trader Horn
- 1931: Guilty Hands
- 1931: Das Mädel aus Havanna (The Cuban Love Song)
- 1932: Tarzan, der Affenmensch (Tarzan the Ape Man)
- 1932: Night Court
- 1933: Penthouse
- 1933: Männer um eine Frau (The Prizefighter and the Lady)
- 1933: Eskimo
- 1934: Manhattan Melodrama
- 1934: Der dünne Mann (The Thin Man)
- 1934: Gauner auf Urlaub (Hide-Out)
- 1934: Heirate nie beim ersten Mal (Forsaking All Others)
- 1935: Tolle Marietta (Naughty Marietta)
- 1935: Wo die Liebe hinfällt (1935) (I Live My Life)
- 1936: Rose-Marie
- 1936: San Franzisko (San Francisco)
- 1936: Zwischen Haß und Liebe (His Brother’s Wife)
- 1936: The Devil Is a Sissy
- 1936: Love on the Run
- 1936: Dünner Mann, 2. Fall (After the Thin Man)
- 1937: Der Mann mit dem Kuckuck (Personal Property)
- 1937: They Gave Him a Gun
- 1937: Hoheit tanzt inkognito (Rosalie)
- 1938: Marie-Antoinette (Marie Antoinette)
- 1938: Singende Herzen (Sweethearts)
- 1939: Die Stunde der Vergeltung (Stand Up and Fight)
- 1939: Drunter und drüber (It’s a Wonderful World)
- 1939: Dünner Mann, 3. Fall (Another Thin Man)
- 1940: I Take This Woman
- 1940: Liebling, du hast dich verändert (I Love You Again)
- 1940: Bitter Sweet
- 1941: Gefährliche Liebe (Rage in Heaven)
- 1941: The Feminine Touch
- 1941: Der Schatten des dünnen Mannes (Shadow of the Thin Man)
- 1942: Dr. Kildare’s Victory
- 1942: I Married an Angel
- 1942: Cairo
- 1942: Journey for Margaret

## Auszeichnungen

### Oscar/Beste Regie
- Oscarverleihung 1935 – nominiert für Der dünne Mann
- Oscarverleihung 1937 – nominiert für San Francisco